# バンによるボスニア統治時代
この項目では、1180年から1377年までのバン（首長）によるボスニア統治時代について記述する。バンによって統治されていたボスニアは、現在のボスニア・ヘルツェゴビナの大部分とダルマチア、セルビア、モンテネグロの一部を領域としていた。
「ボスニアのバン」は名目上ハンガリー王国の家臣とされていたが、事実上は独立した国家となっていた
。1377年にバンのスチェパン・トヴルトコ1世が戴冠式で王国の建国を宣言し、ボスニア王国が建国される。当時のボスニアの歴史の大部分はローマ・カトリック教会と東方正教会の両方から異端と非難された土着のボスニア教会に関する宗教的論争を中心に記録されており、特にカトリック教会はハンガリーを通してボスニア教会の信徒と敵対し、迫害した。

## 歴史

1184年当時のバルカン半島。緑の部分がボスニアにあたる。

10世紀から12世紀にかけてボスニアは外国の支配下に置かれ、1180年にハンガリー王国はビザンツ帝国（東ローマ帝国）からボスニアに対する宗主権を獲得する。1180年にボスニア最初のバンとなったクリン（Ban Kulin）はボスニア民族の偉人の一人に挙げられ、彼の治世はボスニアの黄金期として記憶されている。クリンの統治時代にボスニアの人々は、近隣のセルビア人やクロアチア人とは異なるアイデンティティーと習俗を身につけ、「ボスニア人」としての自我が芽生え始めたとされる。ただし、それが民族的ないし宗教的というより、「ボスニアという領域に対する共通の帰属意識」であったことを柴宜弘は指摘している。また、ラグサ共和国（ドゥブロブニク）の商人によってボスニアの商業活動が振興され、イタリアの職人もボスニアで活躍していた。
中世のボスニアは、概してローマ・カトリック世界の一部であり、12世紀以降は教皇庁の宗主権が行使された。しかし、信徒はドゥブロブニク大司教の管轄下にあったが篤実な信仰とは言えず、ラテン語などの言語の読み書きができる人間もごくわずかな範囲に限られていた。
一方で13世紀には、独自の教会組織であるボスニア教会が創設される。しかしボスニア教会は、周辺諸国から追放された異端のボゴミル派の疑いをかけられ、1203年に教皇庁から派遣された使節によって調査が行われた。クリンは異端ではないことを主張し、教皇の権利への服従を認めるが、その後もボスニアはたびたび異端の疑いをかけられる。ボスニア教会は二元論を特色とする点でボゴミル派などと共通するが、他方でカトリックの教義を部分的に受け入れていたことから、その分派・分離派と見なす見解が優勢と言える。
クリンの死後、ハンガリー王国はボスニアの支配を試みて数度の介入を行った。ハンガリーはボスニアのキリスト教信仰が異端であるという名目を掲げ、当初は聖職者を介した工作活動を行ったが失敗した。そのためハンガリーは、教皇庁に働きかけてボスニアへの十字軍派兵の承認を受ける。1235年から1241年にかけてボスニアはハンガリー軍の攻撃に晒され、ハンガリー軍はヴルフ＝ボスナ（現在のサラエヴォ）にまで達する。しかし同時期に、モンゴル帝国がハンガリー本土に侵入したため退却した。軍事行動に失敗したハンガリーは教皇庁に働きかけて支配の強化を試み、ボスニア内のカトリック教会はドゥブロブニク大司教からハンガリーの大司教の管轄下に移される。だが、ハンガリーから派遣された聖職者はボスニアから追放されてスラヴォニア地方のジャコヴォに移らざるを得ず、以後ボスニアはカトリック世界との関係を遮断する。
1252年にボスニア北部（下ボスニア）はハンガリーの支配下に置かれ、バンの元にはボスニア南部の丘陵地（上ボスニア）だけが残される。ボスニアには「異端」と見なされた信者の正統な信仰への復帰のためにドミニコ会の修道士が派遣されていたが、下ボスニアにはフランシスコ会の修道士が移住した。
1299年にクロアチアのシュビッチ家が下ボスニアの支配権を掌握し、ハンガリー王国の封臣として一時的に南北ボスニアの統合に成功するが、1322年に民衆反乱によってシュビッチ家の支配は終わりを迎える。

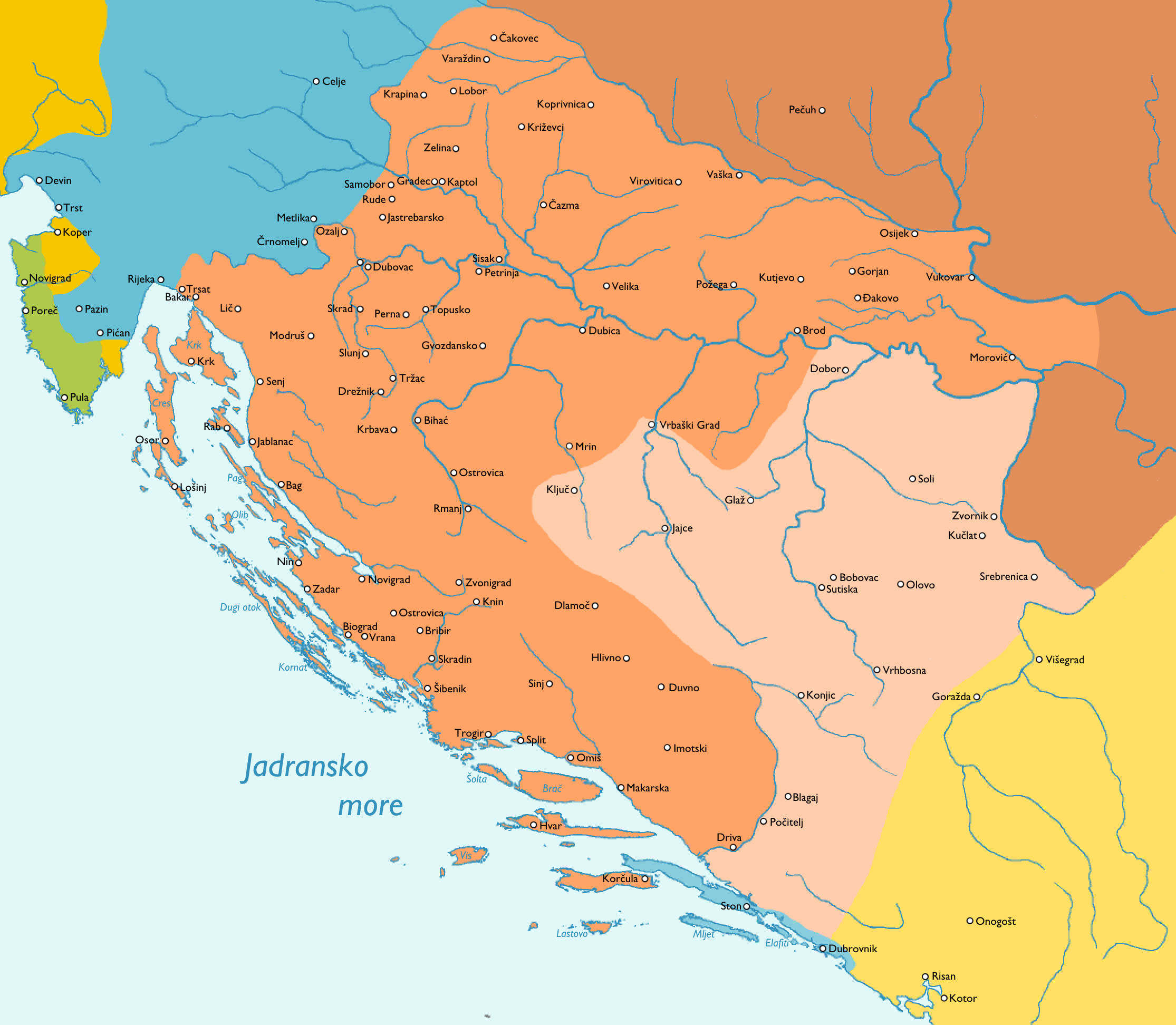
1358年当時のバルカン半島西部。ピンクの部分がボスニアにあたる。

1318年にバンに選出されたスチェパン・コトロマニッチはハンガリーとの外交関係の回復に努め、コトロマニッチ統治下のボスニアは基本的にハンガリーの同盟国の立場を保っていた。1321年にセルビア王ステファン・ウロシュ2世ミルティンが没した後のセルビアの混乱を利用し、1325年/26年にボスニアはハンガリーとセルビアの係争の地となっていたフム地方（ほぼ現在のヘルツェゴヴィナに相当する地域）の獲得に成功する。ボスニアはスプリトからネレトヴァ河口に至る海岸線を支配下に置き、歴史上初めて海への出口を確保することができた。コトロマニッチの治下では鉛、銀の鉱山の開発が実施され、産出された鉱物はアドリア海沿岸部に輸出された。
13世紀半ばからおよそ100年の間、ボスニアはカトリックの聖職者、寺院、信徒が存在しない状況に置かれていたが、1340年代からコトロマニッチは「異端」の非難をかわすためにフランシスコ会の宣教師を招聘する。1342年にはフランシスコ会の司教代理区が設置され、1347年頃にはコトロマニッチ自身もカトリックに改宗する。ボスニア教会の信徒はコトロマニッチの改宗に反発し、ボスニアとセルビアのステファン・ウロシュ4世ドゥシャンの間に戦争が勃発した際に彼らはセルビアを支持する。
コトロマニッチの時代のボスニアは国家組織が確立されておらず、土地の統治は各地の領主に委ねられていた。1353年にスチェパン・コトロマニッチの甥スチェパン・トヴルトコ（Tvrtko I of Bosnia）が即位した後、ボスニアはおよそ17年の間内紛と外国の干渉に苦しむ。1360年代初頭までにトヴルトコはボスニア北部での支配権の回復に成功し、セルビア人諸侯のボスニア南西部への介入を阻止する。1370年にボスニアの内情は安定を取り戻し、トヴルトコは領土の拡張に取り掛かる。1374年に上ドリナ地方とリム川流域がボスニアの領土に編入され、フム地方全体とセルビアの領土に含まれていたサンジャク地方の大部分がボスニアの支配下に置かれる。
1377年にトヴルトコは「セルビアとボスニアの王」として戴冠式を行い、これ以降ボスニアの君主はバンの称号ではなく王を称するようになる。